# Neoxenicotela mausoni
Neoxenicotela mausoni är en skalbaggsart som beskrevs av Stefan von Breuning 1947. Neoxenicotela mausoni ingår i släktet Neoxenicotela och familjen långhorningar. Inga underarter finns listade i Catalogue of Life.